# سدریک پرایس
سدریک پرایس (۱۱ سپتامبر ۱۹۳۴–۱۰ اوت ۲۰۰۳) معمار بریتانیایی و استاد پرنفوذ معماری بود که در این حوزه نوشته‌های مهمی هم از خود به جای گذاشت.

## تحصیلات
پرایس فارغ‌التحصیل دانشگاه کمبریج (فارغ‌التحصیل ۱۹۵۵) و مدرسه معماری انجمن معماری لندن بود. او در لندن تحت تأثیر معمار و شهرساز مدرنیست آرتور کورن (معمار) قرار گرفت.

## حرفه
او بین سال‌های ۱۹۵۸ تا ۱۹۶۴ در مدرسه معماری انجمن معماری و انجمن طراحی صنعتی تدریس کرده و بعدتر شبکه مدارسی را تحت عنوان پای یارک تأسیس کرد.
او پیش از تأسیس دفتر شخصی خود در سال ۱۹۶۰، با معماران بسیاری از جمله انتونی آرمسترانگ جونز در طرح باغ وحش لندن و باکمینستر فولر در گنبد کلاورتون او همکاری داشت.
یکی از مهمترین پروژه‌های او "قصر خوشی" است که آن را در سال 1961 طراحی کرد.اگرچه طرح او هیچگاه ساخته نشد، اما بر معماران بسیاری پس از خود تاثیر گذاشت، به ویژه تاثیر آن بر ریچارد راجرز و رنزو پیانو در طرح آنها برای مرکز ژرژ پمپیدو پاریس کاملاً مشخص است.
او نوشته‌های مهم بسیاری هم دارد، از جمله در سال ۱۹۶۹ همراه با سر پیتر هال و سردبیر مجله "جامعه نو"، یعنی پل بارکر، متن بی-برنامگی را منتشر کرد که تلاشی بود برای به چالش کشیدن رسوم معمول برنامه‌ریزی.

## زندگی شخصی و مرگ
او تا سال ۲۰۰۳ که در سن ۶۸ سالگی از دنیا رفت با بازیگر معروف بریتانیایی النور برون در رابطه عاشقانه بود.

## نمونه کار

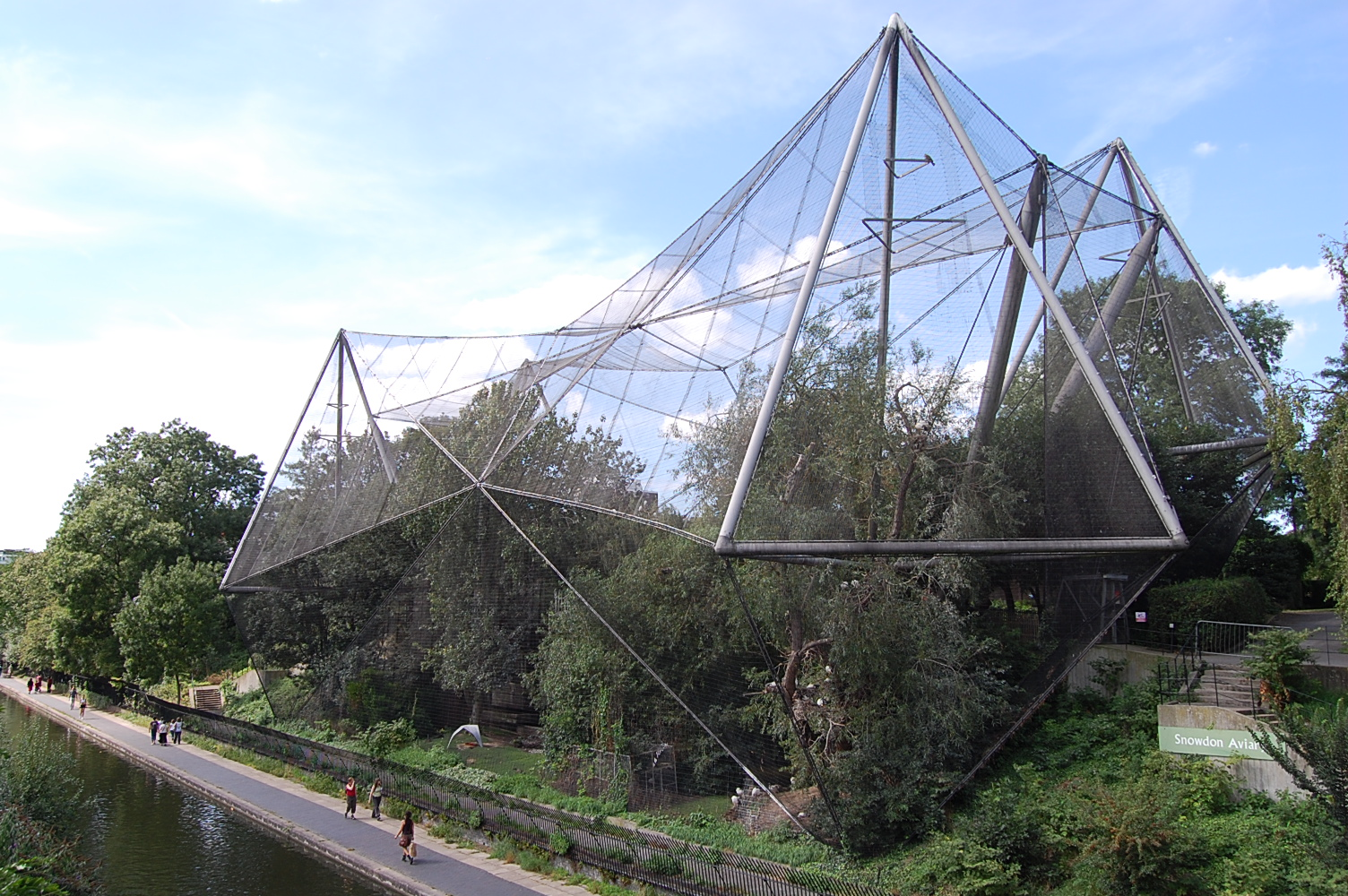
باغ وحش لندن. طراحی محل پرندگان توسط سدریک پرایس و فرانک نیوبی سال ۱۹۶۲.